# Parafia św. Piotra Apostoła w Ciechanowie
Parafia pw. św. Piotra Apostoła w Ciechanowie – rzymskokatolicka parafia należąca do dekanatu ciechanowskiego zachodniego, diecezji płockiej, metropolii warszawskiej. Siedziba parafii mieści się w Ciechanowie.

## Historia parafii
Parafię erygował 23 kwietnia 1982 r. biskup płocki Bogdan Sikorski. Pierwszym proboszczem był ks. Lucjan Rawa, który przystąpił do gromadzenia materiałów i sporządzania planów. 4 grudnia 1982 r. została poświęcona tymczasowa kaplica. W 1983 r. rozpoczęto wznoszenie plebanii.
Od marca 1984 r. proboszczem był ks. Jan Włoczewski i sprawował ten urząd do jesieni 1988 r. W tym czasie, w 1986 r.,przeprowadzone zostały Misje Święte. Dokonała się integracja życia religijnego w młodej parafii, która staraniem ówczesnego ks. Proboszcza została powiększona. Wybudowano plebanię oraz postawiono budynki gospodarcze.
Głównym projektantem kościoła był mgr inż. Zbigniew Pochwała z Olsztyna. Rozpoczęcie prac budowlanych nastąpiło 16 lipca 1986 r. Wykonano wtedy pierwsze prace ziemne i fundamenty. Z końcem 1988 r. mury kościoła wyprowadzono na wysokość 3 m.
Kolejnym proboszczem od 1988 r. został ks. Eugeniusz Graczyk. W grudniu 1993 r. zamknięty został stan surowy budowli, a w październiku 1994 r. zakończone zostały prace wykończeniowe. Pozwoliło to odbyć pierwsze nabożeństwo w kościele, Pasterkę, 24 grudnia 1994 r. Różne prace np. malowanie wnętrza, czy ułożenie posadzki wykonane zostały później.16 maja 1995 r. do nowego kościoła sprowadzono z Krakowa-Łagiewnik relikwie św. Siostry Faustyny Kowalskiej.
Na początku 1997 r. odbyły się Misje Święte przeprowadzone przez księży Salezjanów, a 20 kwietnia tegoż roku biskup płocki Zygmunt Kamiński dokonał poświęcenia kościoła pod wezwaniem Jezusa Miłosiernego.

## Kościół parafialny
Powierzchnia użytkowa kościoła wynosi 650 m². Jednorazowo może on pomieścić półtora tysiąca wiernych. Wysokość kościoła do kalenicy wynosi 24 metry a razem z wieżą i krzyżem 52 metry. Kościół jest częściowo podpiwniczony. W podziemiach mieści się kotłownia, pomieszczenie dla palacza i dwa pomieszczenia gospodarcze. W części parterowej są przedsionki, nawa kościoła, ołtarze, hall, zakrystia i zakrystia dla ministrantów, oraz łazienka i dwa pomieszczenia do cichej spowiedzi. Na wyższym poziomie są dwie sale katechetyczne, pomieszczenia gospodarcze, łazienka, dwa magazyny i chór. Wszystkie sale katechetyczne w liczbie sześciu rozmieszczone są na czterech kondygnacjach.
Ołtarz główny z nastawą wykonany został w 1995 r., podobnie barierki i ambonka – wszystko z białego marmuru. Również dwa ołtarze boczne są z tego materiału.Tabernakulum wykonane zostało ze stali szlachetnej obustronnie galwanizowanej złotem. Zaprojektował je prof. Gustaw Zemła, a wykonał metaloplastyk Tadeusz Białowarczuk w Komorowie k. Warszawy. Nad ołtarzem w niszy, umieszczona jest figura Chrystusa Miłosiernego, również według projektu Gustawa Zemły. Odlał ją w brązie mgr inż. Tadeusz Zwoliński z Iłży.
W wieży kościelnej zawieszone zostały w 1994 r. trzy dzwony. Największy z nich, Piotr Apostoł waży 830 kg, drugi Jan Paweł II 565 kg. Trzeci, o wadze 250 kg poświęcony jest Marii Królowej Polski. Dzwony wykonane zostały w ludwisarni Felczyńskich w Gliwicach. Uruchamiane są elektronicznie.
22 kwietnia 2001 r. biskup płocki Stanisław Wielgus dokonał poświęcenia nowych, 23-głosowych organów.

## Obszar parafii

### Miejscowości i ulice
W granicach parafii znajdują się miejscowości:
- Chruszczewo,
- Kargoszyn,
- Ropele

oraz ulice Ciechanowa: 

- Asnyka,
- Baczyńskiego,
- Bema,
- Boczną,
- Broniewskiego,
- Dąbrowskiego,
- Dąbrowskiej,
- Dygasińskiego,
- Fredry,
- Gajcego,
- Gałczyńskiego,
- Gąsecką,
- Gojawiczyńskiej,
- Gombrowicza,
- Gostkowską (nr nieparzyste 3-81),
- Hłaski,
- Jastruna,
- Kargoszyńską,
- Kasprowicza,
- Kicińskiego,
- Komunalną,
- Konopnickiej,
- Konwerskiego,
- Kosynierów,
- Krasińskiego,
- Kraszewskiego,
- Krótką,
- Krzywą,
- Lechonia,
- Leśmiana,
- Letnią,
- Mławską,
- Młynarskiego,
- Morawskiej,
- Nałkowskiej,
- Niemcewicza,
- Norwida, Okrzei (nr 7-27 i 12-22),
- Orzeszkowej,
- Parkową (nr parzyste i nieparzyste 25-69, bez 28),
- Piłsudskiego (nr 1a-1f),
- Prusa,
- Przybosia,
- Reja,
- Reymonta,
- Rybną,
- Sienkiewicza (nr 41-105 i 46-184),
- Słonimskiego,
- Słowackiego,
- Spółdzielczą,
- 17 Stycznia (nr 35-47 i 58-84),
- Sygietyńskiego,
- Świętochowskiego,
- Tomaszewskiego,
- Tuwima,
- Waryńskiego,
- Wąską,
- Wiejską,
- Wierzyńskiego,
- Wiosenną,
- Wyspiańskiego,
- Wyzwolenia (nr 9-21 i 10-24),
- Zapolskiej,
- Żeromskiego.

### Liczebność parafian
Liczba mieszkańców w parafii: 8400.

## Działalność parafialna

### Msze Święte i nabożeństwa

#### Uroczystości odpustowe
- Miłosierdzia Bożego, tytuł kościoła – pierwsza niedziela po Wielkanocy
- W uroczystość św. Piotra Apostoła, patrona parafii – 29 czerwca.

## Duszpasterze

### Proboszczowie
- ks. Lucjan Rawa
- ks. Jan Włoczewski
- ks. Eugeniusz Graczyk
- ks. Sławomir Filipski